# Peter Facinelli
Peter Facinelli (født 26. november 1973) er en amerikansk skuespiller, som har medvirket i mange små film. Hans helt store gennembrud i filmbranchen var da han medvirkede i Twilight-filmen hvor han spillede lægen og vampyren Carlisle Cullen. Efter Twilight har han også medvirket i The Twilight Saga: New Moon, The Twilight Saga: Eclipse, The Twilight Saga: Breaking Dawn Part 1 og The Twilight Saga: Breaking Dawn Part 2.
Peter Facinelli var gift med Jennie Garth, som er kendt fra Beverly Hills 90210. Han har 3 døtre med hende.

## Filmliste
| Year         | Title                                     | Role                         | Notes                                |
| ------------ | ----------------------------------------- | ---------------------------- | ------------------------------------ |
| 1995         | The Price of Love                         | Brett                        | TV film                              |
| 1995         | Angela                                    | Lucifer                      |                                      |
| 1995         | Law & Order                               | Shane Sutter                 | 1 episode                            |
| 1996         | Calm at Sunset                            | James Pfeiffer               | TV film                              |
| 1996         | After Jimmy                               | Jimmy Stapp                  | TV film                              |
| 1996         | Foxfire                                   | Ethan Bixby                  |                                      |
| 1996         | An Unfinished Affair                      | Rick Connor                  | TV film                              |
| 1997         | Touch Me                                  | Bail                         |                                      |
| 1998         | Telling You                               | Phil Fazzulo                 |                                      |
| 1998         | Welcome to Hollywood                      | Actor                        |                                      |
| 1998         | Can't Hardly Wait                         | Mike Dexter                  |                                      |
| 1998         | Dancer, Texas Pop. 81                     | Terrell Lee Lusk             |                                      |
| 1999         | Blue Ridge Fall                           | Danny Shepherd               |                                      |
| 1999         | The Big Kahuna                            | Bob Walker                   |                                      |
| 2000         | Honest                                    | Daniel Wheaton               |                                      |
| 2000         | Ropewalk                                  | Charlie                      |                                      |
| 2000         | Supernova                                 | Karl Larson                  |                                      |
| 2001         | Riding in Cars with Boys                  | Tommy Butcher                |                                      |
| 2001         | Tempted                                   | Jimmy Mulate                 |                                      |
| 2001         | Stealing Time                             | Alec Nichols                 |                                      |
| 2002–2003    | Fastlane                                  | Donovan 'Van' Ray            | TV series                            |
| 2002         | The Scorpion King                         | Takmet                       |                                      |
| 2003–2005    | Six Feet Under                            | Jimmy                        | TV series                            |
| 2005         | The Lather Effect                         | Danny                        |                                      |
| 2005         | Chloe                                     |                              |                                      |
| 2005         | Enfants terribles                         | Curtis                       |                                      |
| 2006         | Hollow Man 2                              | Det. Frank Turner            | Video                                |
| 2006         | Touch the Top of the World                | Erik Weihenmayer             | TV                                   |
| 2006         | Arc                                       | Paris Pritchert              | Indie Gathering Award for Best Actor |
| 2007         | Damages                                   | Gregory Malina               | TV series                            |
| 2007         | Lily                                      | The Man                      |                                      |
| 2007         | That Guy                                  | Jack                         |                                      |
| 2007         | Battle Olympia                            | Possessed Office High Jumper |                                      |
| 2008         | Finding Amanda                            | Greg                         |                                      |
| 2008         | Reaper                                    | Jesus                        | TV series                            |
| 2008         | Twilight                                  | Dr. Carlisle Cullen          |                                      |
| 2009         | The Twilight Saga: New Moon               | Dr. Carlisle Cullen          |                                      |
| 2009–present | Nurse Jackie                              | Dr. Fitch "Coop" Cooper      |                                      |
| 2010         | The Twilight Saga: Eclipse                | Dr. Carlisle Cullen          |                                      |
| 2011         | The Twilight Saga: Breaking Dawn - Part 1 | Dr. Carlisle Cullen          |                                      |
| 2011         | Accidentally in Love                      | Producer & Writer            | TV Film                              |
| 2012         | Loosies                                   | Bobby                        |                                      |
| 2012         | The Twilight Saga: Breaking Dawn - Part 2 | Dr. Carlisle Cullen          |                                      |
| 2013         | Freezer                                   | Sam                          |                                      |
| 2013         | Gallows Hill                              | David Reynolds               | Post-production                      |
| 2013–Present | Glee                                      | Rupert Campion               | TV serie                             |
| 2015-Present | Supergirl                                 | Maxwell Lord                 |                                      |